# أوتركور وبورون
أوتركور وبورون هي بلدية فرنسية تقع في إقليم الأردين في منطقة غراند إيست.   